# Clementinum
Clementinum (Klementinum) – barokowy budynek dawnego kolegium jezuickiego znajdujący się na Starym Mieście w Pradze, w pobliżu Mostu Karola.

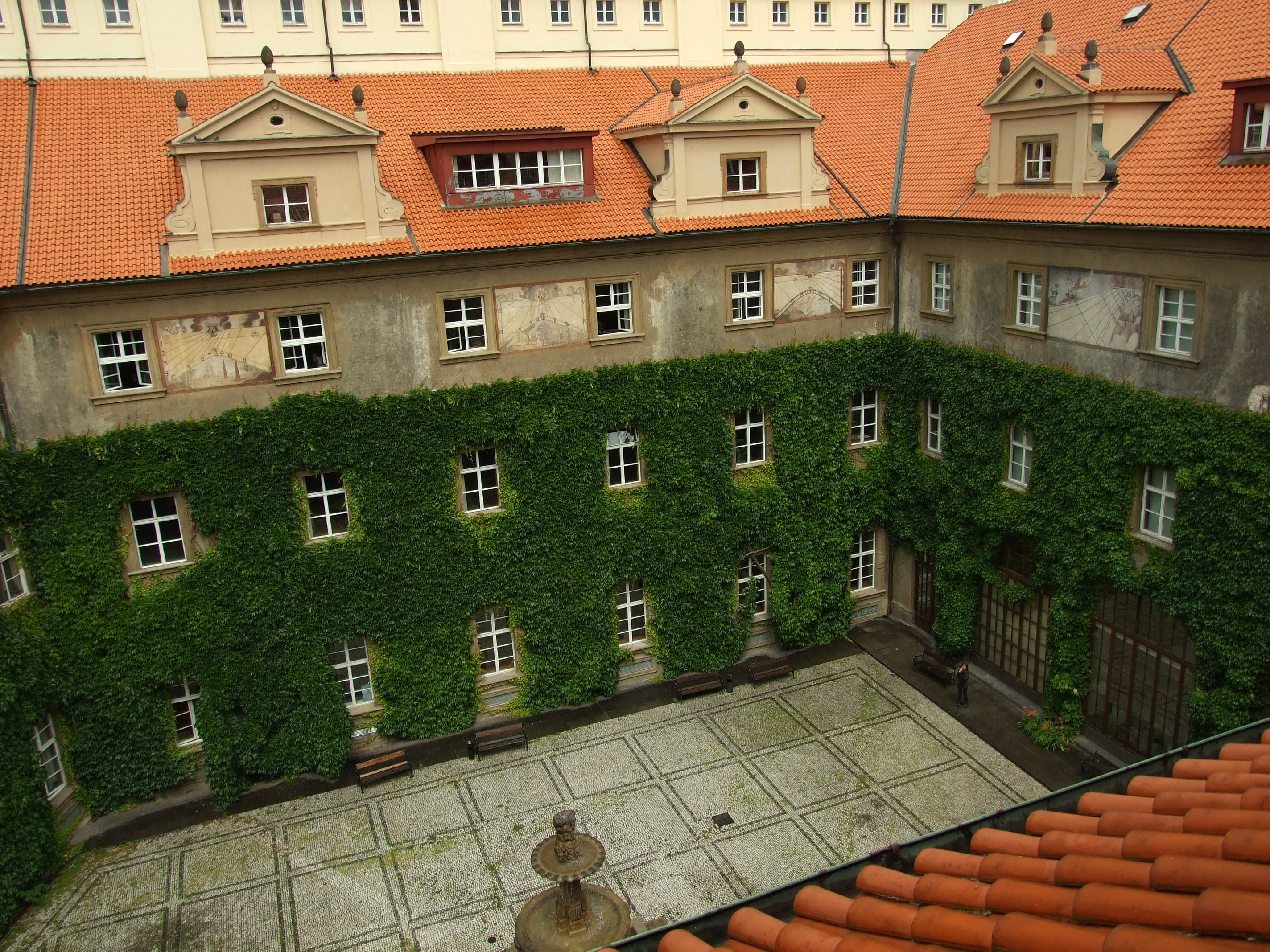
Clementinum wewnątrz

Zakon jezuitów sprowadził do Pragi w 1556 cesarz Ferdynand I Habsburg. W pobliżu Mostu Karola oddał im zabudowania byłego klasztoru dominikańskiego św. Klemensa. Miejsce to stało się centrum jezuitów w Czechach, a zarazem centrum polityki kontrreformacyjnej cesarzy z dynastii Habsburgów.
Jezuici przez stulecia rozbudowywali swą siedzibę. Znajdujący się tutaj dzisiaj barokowy kompleks zajmuje miejsce około trzydziestu średniowiecznych domów. Zakonnicy zadbali o budowę nowego kościoła św. Salwatora (1578, kopuła ukończona w 1648), a także o przebudowę gotyckiego kościoła św. Klemensa (na początku XVIII w.). Wzniesiono także dwie kaplice: włoską (XVI w.) oraz zwierciadlaną (XVIII w.). W całym kompleksie znalazły się także szkoła, kolegium, biblioteki, ale także teatr czy obserwatorium astronomiczne (korzystał z niego mieszkający tutaj Jan Kepler). Działające tu kolegium szybko zdobyło przewagę nad Karolinum (czyli uniwersytetem założonym przez Karola Luksemburskiego) i w 1622 jezuici uzyskali kontrolę nad całym szkolnictwem wyższym w Pradze.
Po skasowaniu zakonu jezuitów w 1773 Klementinum przechodziło różne losy – przeważnie znajdowały się w nim instytucje edukacyjne, m.in. seminarium arcybiskupie, Uniwersytet Karola, Biblioteka Narodowa.

## Literatura
- J. Staňková, J. Štursa, S. Voděra, Pražská architektura. Významné stavby jedenácti století, Praha 1991.